# Sven-Åke Jansson
Sven-Åke Jansson, född 25 oktober 1937 i Ängelholm i Kristianstads län, död 10 september 2014 i Färlöv i Skåne län, var en svensk arméofficer (generallöjtnant). Han var militärbefälhavare på Gotland 1988–1994 och i Milo S 1994–1998.

## Biografi
Efter att ha genomfört värnpliktstjänstgöring vid Norra skånska infanteriregementet (I 6) utbildade sig Jansson till officer och blev 1961 fänrik vid I 6. Han avancerade till kapten 1969 och efter studier vid Militärhögskolan utnämndes han till major i Generalstabskåren 1972 och tjänstgjorde bland annat vid Försvarsstaben. 
År 1976 placerades han i Boden som kompanichef vid Norrbottens regemente (I 19) för att redan 1977 åter anställas vid Generalstabskåren, nu som överstelöjtnant och avdelningschef vid Övre Norrlands militärområde (Milo ÖN). Från 1980 var Jansson chef för Norrbottens pansarbataljon, 1981 var han chef för den svenska FN-bataljonen på Cypern (del av UNFICYP) för att därefter bli sektionschef vid Milo ÖN. Efter att 1983 ha blivit överste var han 1984–1986 regementschef för I 19.
År 1986 hamnade Jansson åter i Skåne i och med att han utnämndes till överste av första graden och blev chef för Södra skånska regementet med Malmö försvarsområde (P 7/Fo 11). Tiden i Ystad blev emellertid kortvarig eftersom han redan 1988 blev generalmajor och chef för Gotlands militärkommando (MKG), en tjänst han upprätthöll till 1994 då han utnämndes till generallöjtnant och militärbefälhavare för Södra militärområdet i Kristianstad.
Jansson erhöll avsked med pension 1998 och drog sig då tillbaka till prästgården i Färlöv utanför Kristianstad som han förvärvat tillsammans med sin hustru 1997.